# Михайлово (Ивановская область)
Миха́йлово — деревня в Юрьевецком районе Ивановской области, административный центр Михайловского сельского поселения. 
Расположено на правом берегу Волги, у места впадения реки Ёлнать. Расстояние до районного центра (город Юрьевец) — 21 км.

## История
Ранее именовалась Зименки. В XIX — первой четверти XX века деревня входила в состав Мордвиновской волости Юрьевецкого уезда Костромской губернии, с 1918 года — Иваново-Вознесенской губернии. В деревне находилась земская школа.
С 1929 года деревня являлась центром Михайловского сельсовета Юрьевецкого района Ивановской области, с 2005 года — центр Михайловское сельское поселение.

## Население
| 1872 | 1897 | 1907 | 2002 | 2010 |
| ---- | ---- | ---- | ---- | ---- |
| 63   | ↗85  | ↘81  | ↗589 | ↘425 |

На 01.01.2019г. в деревне Михайлово было зарегистрировано 460 жителей, из которых 306 проживали постоянно.

## Инфраструктура
Сельский дом культуры, сельская библиотека, начальная школа(заброшенное помещение), отделение Почты России, детский сад, магазины, ФАП.